# Azmyl Yunor
Azmyl Yunor (1977 en Kuala Lumpur), es un cantante y compositor malayo, intérprete de temas musicales cantados en su idioma en malayo y en inglés, además acompañado con una variedad de instrumentación típica de Malasia. Aedmás es fanes y admirador de otros artistas de su país de origen como Meor Aziddin Yusof, Pete Teo, Shanon Shah y Shelley Leong.

## Discografía
- Tenets EP (2005)
- jikalauan EP (2004)
- ends (2003)*
- The Photocopy Album (2001)*
- PRE-DUSK GLIMMER (1999)*
- Watever (1997)*
- cassette only releases

## Filmografía
- Rojak (2009)
- Before We Fall in Love Again (2006)
- The Flowers Beneath My Skin (2006)
- Sehingga KL Ku Menyanyi (Until My KL Sings) (2006)

## Televisión
- Anak-Anak Ramadhan (2009)

## Apariciones
- Soal Kelentong Batu Cheng - Ladang Gempak (2006)
- Voices From Next Door compilation - various artists (2006)
- Mamak Conspiracy - Ben's Bitches (2006)
- It's Great To Have An EP... - Ciplak! (2006)
- Panic in the Peninsula compilation - various artists (2005)
- National Disservice - Ben's Bitches (2004)
- Punkrawkoholic vol. 1 compilation (as Thunder Coffee Club) - various artists (2003)
- Dialogue Amoreaux - Maharajah Commission (2003)
- The Experimental Musicians & Artists Co-op Malaysia SELECTED LIVE JAN-FEB 2003 (2003) - various artists (2003)